# Richard Cumberland (Dramatiker)

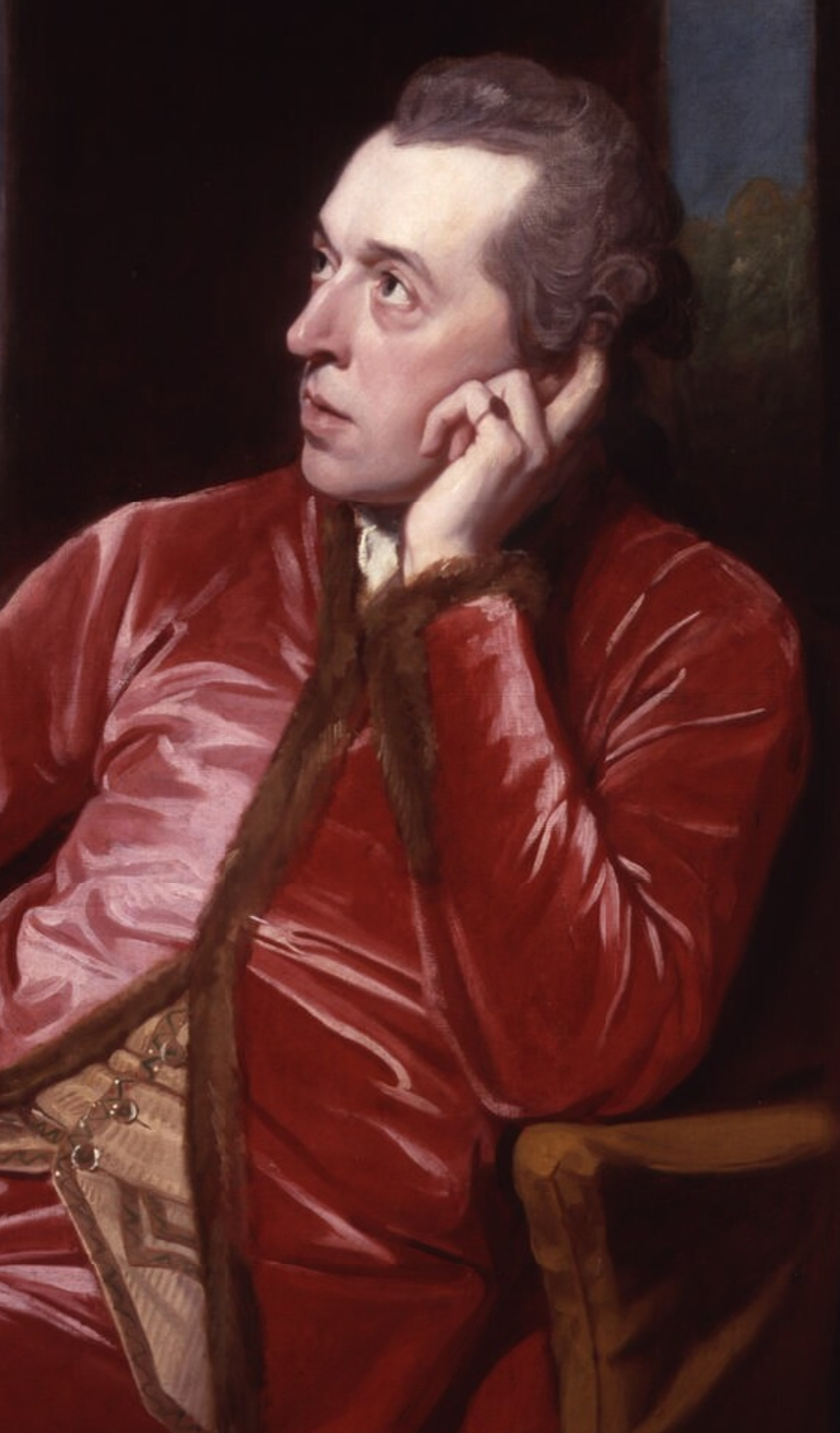

Richard Cumberland (* 19. Februar 1732 in Cambridge; † 7. Mai 1811 in London) war ein englischer Dramatiker und Verwaltungsbeamter.

## Leben
Cumberland stammt aus einer gebildeten und einflussreichen Familie. Er war Urenkel des Bischofs von Peterborough, Sohn des späteren Bischofs von Clonfert und von Kilmore; sein Großvater mütterlicherseits war der Philologe Richard Bentley, seine Schwester die Dichterin Mary Alcock. Nach dem Studium arbeitete er als Privatsekretär von Lord Halifax, folgte ihm auf neue Posten und arbeitete schließlich im Board of Trade, das mit einem heutigen Handelsministerium vergleichbar ist.
Der Intendant Wolfgang Heribert von Dalberg übersetzte zwei Stücke Cumberlands, The Brothers und The Carmelite, als Die Brüder und Der Mönch vom Carmel beide 1786 am Nationaltheater Mannheim aufgeführt.

## Werke (Auswahl)
- 1772: The Fashionable Lover
- 1784: The Brothers
- 1784: The Carmelite
- 1785: The Natural Son
- 1789: The Impostors
- 1794: The Box Lobby Challenge
- 1794: The Jew
- 1795: The Wheel of Fortune
- 1795: First Love
- 1795: The Last of the Family
- 1797: False Impressions
- 1804: The Sailor’s Daughter
- 1806: Hint to Husbands